# Krai Thong

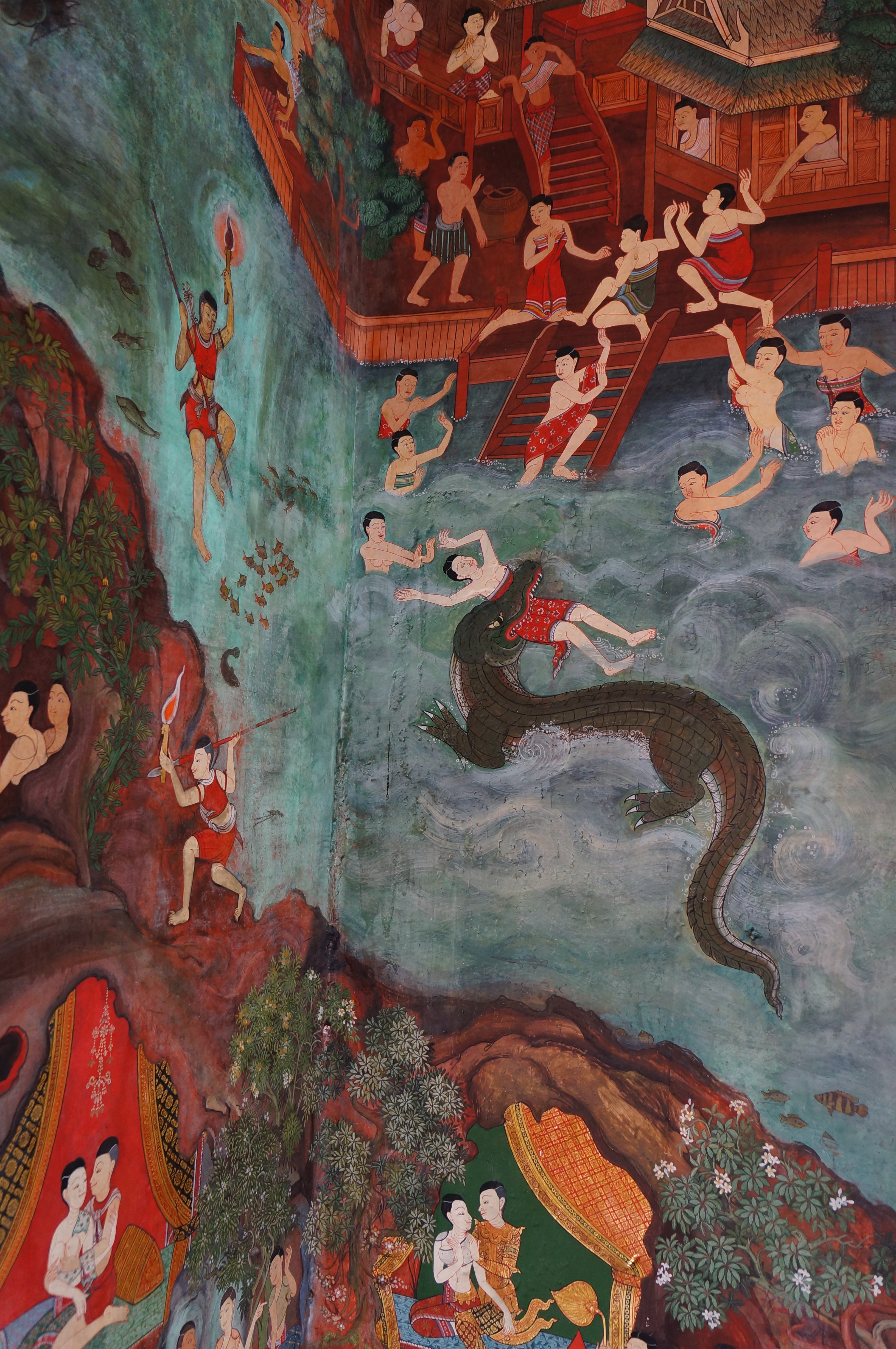
Une peinture murale décrivant l'histoire de Kraithong, du Wat Amphawan Chetiyaram dans la province de Samut Songkhram.

Krai Thong ou Kraithong (thaï : ไกรทอง, prononcé [krāj.tʰɔ̄ːŋ]) est un conte populaire thaïlandais (en), originaire de la province de Phichit. Il raconte l'histoire de Chalawan, un seigneur crocodile qui enleva la fille d'un riche homme de Phichit, et de Kraithong, un marchand de Nonthaburi qui cherchait à tuer Chalawan. L'histoire a été adaptée en une pièce de théâtre (lakhon nok), attribuée au roi Rama II (1809-1824), et a fait l'objet de diverses adaptations modernes.

## La légende

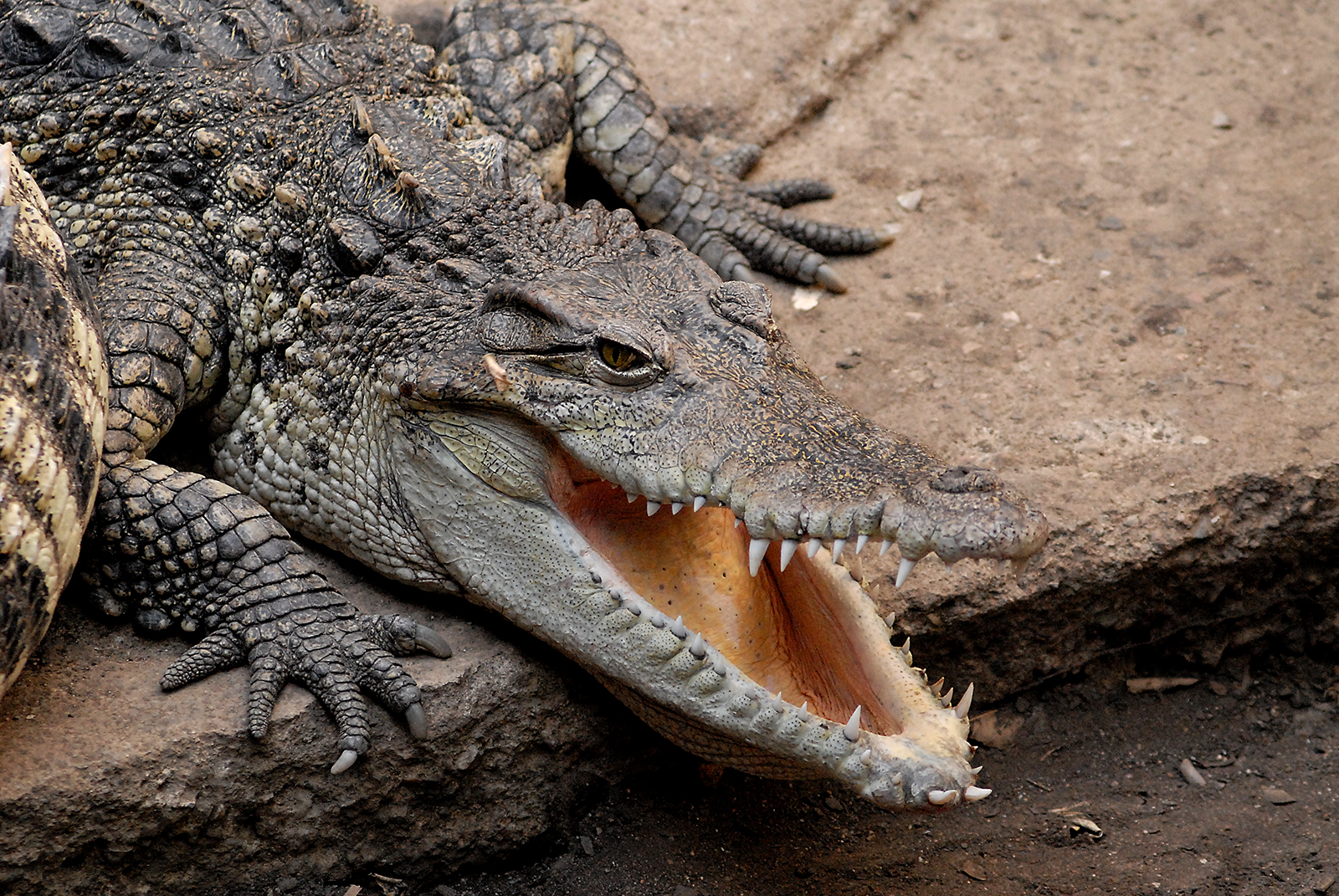
Crocodile du Siam

Dans un royaume situé au fond d'une grotte sous-marine où vivaient des crocodiles, une boule de cristal magique flottait, brillante comme la lumière du soleil pendant la journée. Le seigneur crocodile qui régnait sur cette grotte s'appelait Chalawan (ชาละวัน), du nom de la grotte. Chaque crocodile qui entrait dans la grotte prenait une forme humaine et n'avait pas besoin de nourriture.
Chalawan obtint sa position de son grand-père, après la mort de son père dans un combat avec deux autres crocodiles. Il avait deux femmes crocodiles qui vivaient avec lui. Avec sa nature agressive et son besoin de supériorité, ce qu'il avait n'était pas suffisant. Il voulait manger de la chair humaine, contrairement à son grand-père qui vivait selon les préceptes bouddhistes.
À Phichit, des rumeurs circulaient selon lesquelles des crocodiles chassaient les personnes qui vivaient près du canal. Un jour, deux filles d'un riche homme de Phichit, Tapao Kaew (ตะเภาแก้ว) et Tapao Thong (ตะเภาทอง) voulurent jouer dans le canal : elles n'écoutèrent pas l'avertissement de leur père et allèrent dans l'eau. Chalawan qui sortait de sa grotte sous la forme d'un crocodile pour s'attaquer aux humains vit les deux filles et en tomba amoureux. Il enleva Tapao Thong et l'emmena dans son antre.
Lorsqu'elle se réveilla, elle fut émerveillée par la beauté de l'intérieur de la grotte. Chalawan, sous sa belle apparence humaine, essaya de faire tomber Tapao Thong amoureux de lui, mais elle le repoussa. Chalawan jeta un sort à Tapao Thong pour qu'elle tombe amoureuse de lui et accepte d'être sa femme.
Pendant ce temps, lorsque l'homme riche découvrit qu'une de ses filles avait été attaquée par un crocodile, il se chagrina et annonça que quiconque pourrait vaincre le crocodile et ramener le corps de sa fille serait récompensé par de grands trésors et le mariage avec l'autre fille, Tapao Kaew. Cependant, aucun homme ne parvint à vaincre Chalawan.
Krai Thong, originaire de Nonthaburi, expert dans le combat contre les crocodiles, se porta volontaire pour vaincre Chalawan et ramener Tapao Thong. Il voyagea Nonthaburi à Phichit, prêt à combattre Chalawan avec une lance magique que lui avait donnée son maître Khong.
Avant l'arrivée de Krai Thong, Chalawan se rêva mort. Il en informa son grand-père. Ce rêve était une prophétie. Son grand-père a dit à Chalawan de rester dans la grotte pendant sept jours. Si Chalawan en sortait, il serait confronté à une menace mortelle.
Le lendemain matin, Krai Thong commença à jeter ses sorts sur un radeau flottant au-dessus de la grotte de Chalawan. L'un d'entre eux atteignit Chalawan, et le seigneur s'impatienta et ne put rester dans sa grotte. Chalawan nagea vers la surface et affronta Krai Thong. Le duel commença, et Krai Thong attaqua en premier en touchant Chalawan dans le dos avec sa lance.
Chalawan, gravement blessé, se retira dans sa grotte. Ses deux femmes crocodiles demandèrent de l'aide à son grand-père, mais ce dernier ne pouvait rien faire. Krai Thong plongea dans l'eau et suivit Chalawan jusqu'à sa grotte. Lorsqu'il arriva, il rencontra Vimala (วิมาลา), l'une des femmes du seigneur crocodile. Krai Thong la séduisit et la suivit dans la grotte.
Une fois à l'intérieur de la grotte, Krai Thong trouva un Chalawan blessé sous forme humaine. La bataille entre les deux recommença. Chalawan ne put combattre Krai Thong et fut vaincu et tué. Krai Thong retourna à la surface avec Tapao Thong. Tapao Thong revint alors auprès de son père qui était heureux de voir sa fille encore en vie. Krai Thong fut récompensé par de grands trésors et fut marié aux deux filles.

## La légende dans la culture
- La pièce figure au répertoire du Ballet royal du Cambodge
- Krai Thong, film de 1981[2],[3]
- Krai Thong, film de 2001[4]
- Krai Thong, film de 2005[5],[6]

## Galerie

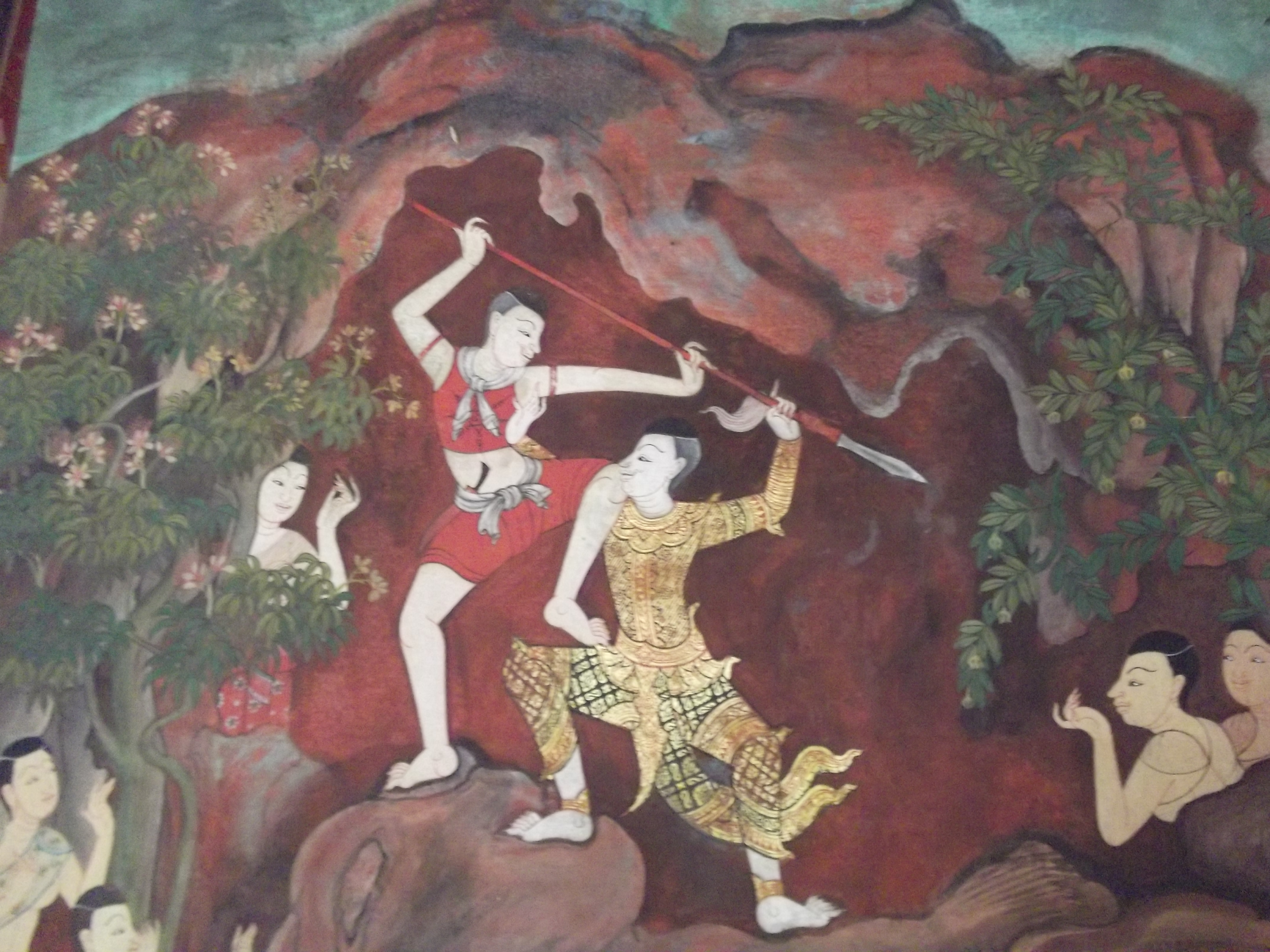
Peinture dans le Wat Amphawan Chetiyaram montrant les deux combattants
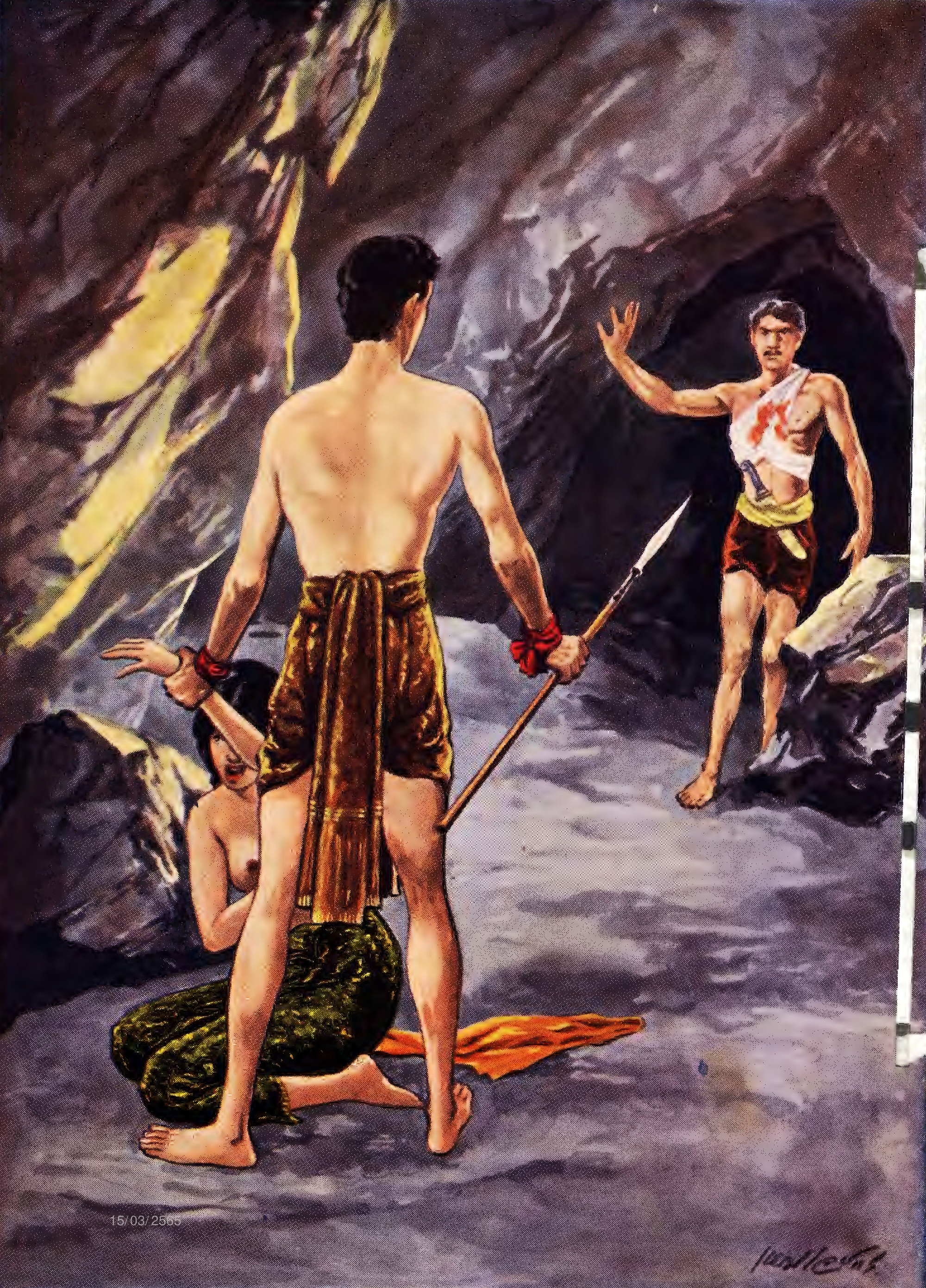
Illustration de Hem Vejakorn (1964) représentant une scène de Krai Thong, un poème composé par Rama II, dans lequel Krai Thong suit le crocodile fabuleux Chalawan dans son antre et trouve sa femme, Vimala.
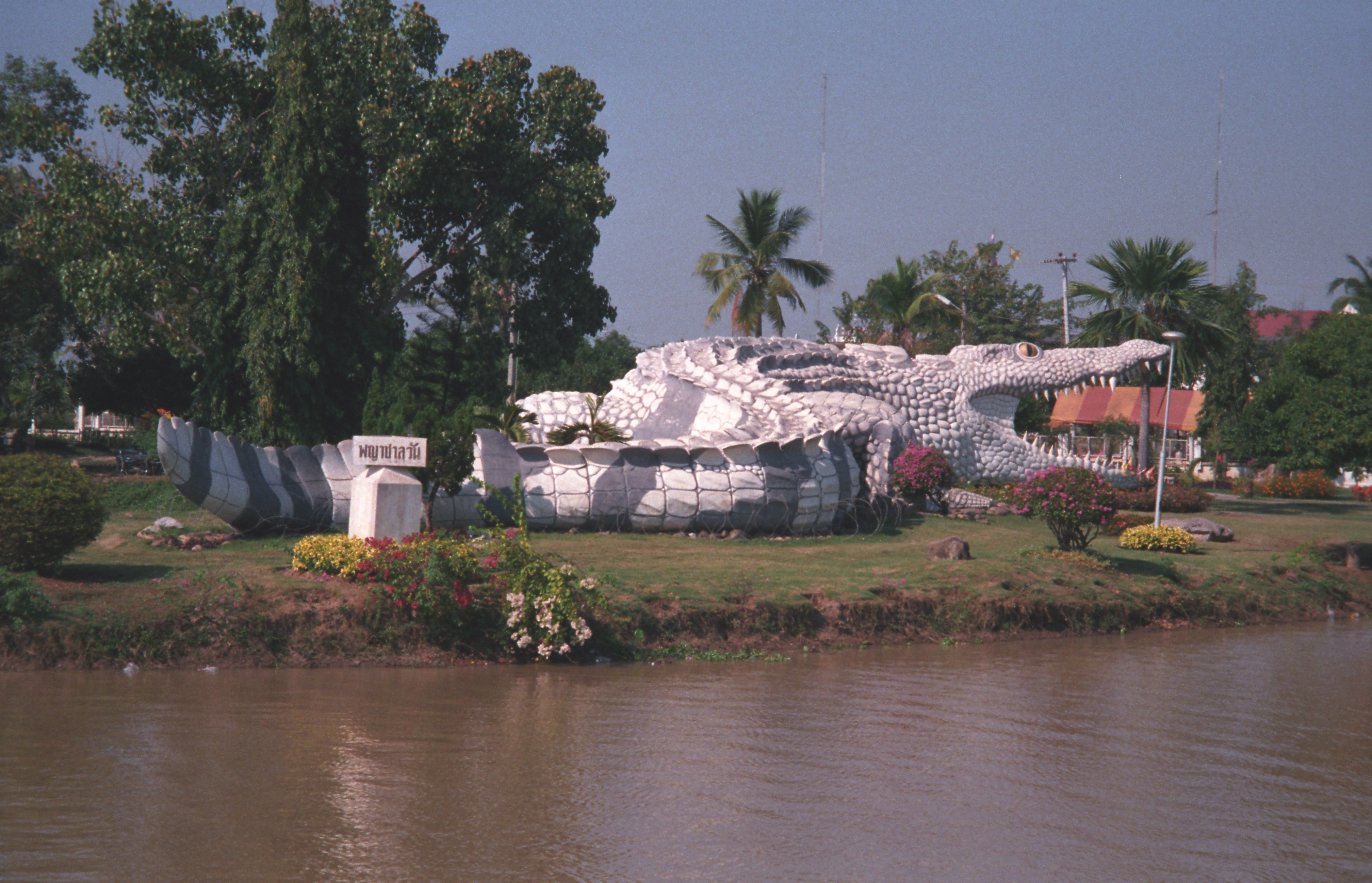
Sculpture d'un crocodile évoquant Chalawan de la légende de Krai Thong, rive du lac Bueng Si Fai, Thaïlande[7].

## Sources
- Permkaset N. (n.d.). Krai Thong. Thai Literature Directory. Princess Mahachakri Sirindhorn Anthropology Centre. http://www.sac.or.th/databases/thailitdir/detail.php?meta_id=27
- Boomgaard P. (2007). Crocodiles and Humans in Southeast Asia: Four Centuries of Co-existence and Confrontation. Researchgate.net. https://www.researchgate.net/profile/Peter_Boomgaard/publication/268348826_Crocodiles_and_Humans_in_Southeast_Asia_Four_Centuries_of_Co-existence_and_Confrontation/links/564c448d08aeab8ed5e7f7a3.pdf
- Wongthes S. (2017). Birthplace of Krai Thong; Bang Kruai, Nonthaburi. Matichon Online. https://www.matichon.co.th/news/430023
- Smithies M. (n.d.). Likay : A Note on the Origin, Form and Future of Siamese Folk Opera (pp. 48–59). Siamese Heritage Trust. https://thesiamsociety.org/wp-content/uploads/1971/03/JSS_059_1d_Smithies_LikayOriginFormAndFutureOfSiameseFolkOpera.pdf
- Achathewan P. (2013). Krai Thong. Pathum Thani: Skybook. Print.